# Njisane Phillip
Njisane Nicholas Phillip, né le 29 mai 1991 à San Fernando, est un coureur cycliste trinidadien, spécialisé dans les épreuves de vitesse sur piste. Il termine notamment quatrième de la vitesse individuelle aux Jeux olympiques de Londres.

## Biographie
Njisane Phillip est issu d'une famille de cyclistes : son grand-père et son père étaient tous deux cyclistes. Sa famille déménage à Miami alors qu'il a neuf ans. Il commence par pratiquer le cyclisme en compétition par l'intermédiaire de son père. Il se spécialise rapidement sur la piste, dans les disciplines de vitesse.
Il retourne ensuite à Trinité-et-Tobago et reçoit le prix du meilleur cycliste international en 2008 après avoir remporté l'argent en vitesse par équipes et le bronze en keirin aux Jeux panaméricains juniors en Équateur. Aux championnats du monde sur piste juniors (moins de 19 ans) de Moscou en 2009, il termine septième du keirin et cinquième de la vitesse. Il est également champion national sur route juniors. Aux Jeux du Commonwealth de 2010, il se classe cinquième de la vitesse et de la vitesse par équipes, ainsi que dixième du keirin. Aux Jeux d'Amérique centrale et des Caraïbes de la même année, il décroche la médaille d'or en vitesse et la médaille d'argent en vitesse par équipes avec Christopher Sellier et Azikiwe Kellar. Aux Jeux panaméricains de 2011 à Guadalajara, il obtient la médaille de bronze sur le tournoi de vitesse. En 2011, Njisane Phillip est nommé personnalité sportive de l'année par le Comité olympique de Trinité-et-Tobago.
Phillip termine septième de la vitesse sur la première manche de la Coupe du monde sur piste 2011-2012 à Astana. Il est ensuite sixième sur la manche à Cali, ainsi que huitième du keirin. Aux championnats panaméricains de 2012, il remporte la médaille d'or de la vitesse, mais chute lourdement lors du keirin et doit déclarer forfait pour les mondiaux 2012 de Melbourne. Il est le seul cycliste de son pays à être qualifié pour les Jeux olympiques d'été de 2012 à Londres, terminant quatrième de la vitesse (derrière par Jason Kenny, Grégory Baugé et Shane Perkins) et septième au keirin.
Durant sa carrière, il vit aux États-Unis pendant la majeure partie de l'année, où il est entraîné par l'ancien cycliste sur piste britannique Jamie Staff, qui a également entraîné l'équipe nationale américaine de sprint. Après avoir ressenti un soutien insuffisant de sa fédération pour la préparation des Jeux olympiques de Londres, Phillip a annoncé publiquement qu'il envisageait de courir pour la fédération américaine.
En avril 2013, Trinidad accueille « The Njisane 3 Day Cycling Festival », qui attire environ 50 meilleurs cyclistes internationaux sur piste, dont le Russe Denis Dmitriev, le Malaisien Josiah Ng et le Colombien Fabián Puerta.
En 2016, il est sélectionné pour prendre le départ de la vitesse individuelle aux Jeux olympiques de Rio de Janeiro. Peu avant le début de l'épreuve, Phillip, désormais entraîné par le Canadien Erin Hartwell, annonce qu'il prendra sa retraite à l'issue des Jeux. La raison qu'il a donnée était « la trahison et le manque de respect de la Fédération de cyclisme de Trinité-et-Tobago (TTCF) au cours des dernières années ». Plus récemment, il y avait eu un désaccord entre lui et sa Fédération au sujet du personnel l'encadrant. Lors du tournoi de vitesse des Jeux, Njisane Phillip s'est fait éliminer rapidement lors des repêchages des 1/16 de finale et a finalement terminé 13e.
En novembre 2016, malgré l'annonce de sa retraite, Philipp débute les Six Jours de Londres. Dans une interview, il a expliqué qu'il avait décidé de poursuivre sa carrière après tout. Ses objectifs sont les Jeux du Commonwealth de 2018, les championnats du monde et les Jeux olympiques de 2020. En 2017, il termine deuxième avec Kwesi Browne et Nicholas Paul aux championnats panaméricains de vitesse par équipes. L'année suivante, le trio remporte cette compétition aux Jeux d'Amérique centrale et des Caraïbes.
Aux Jeux du Commonwealth de 2018 en Australie, Philipp  termine sixième de la vitesse par équipes avec Paul, Keron Bramble et Browne. Dans la même composition, les quatre coureurs de Trinité-et-Tobago sont devenus champions panaméricains devant leur public au Centre national de cyclisme de Couva en 2018 et ont établi un nouveau record panaméricain en 42 s 681. Aux Jeux panaméricains de 2019, il est médaillé d'or de la vitesse par équipes, avec Kwesi Browne, Keron Bramble et Nicholas Paul. Phillip a également remporté l'argent sur la vitesse. Quelques semaines plus tard, aux championnats panaméricains, Phillip, Paul, Bramble et Browne ont battu leur propre record panaméricain de l'année précédente avec un temps de 41 s 938.
En décembre 2019, Njisane Phillip est contrôlé positif. L'équipe est dépossédée de la médaille d'or obtenue en vitesse par équipes aux Jeux panaméricains de 2019 et Phillip perd également sa médaille d'argent en vitesse. Cette décision a réduit les chances de l'équipe de se qualifier pour les Jeux olympiques de Tokyo. En conséquence, Browne et Phillip ont refusé de participer à d'autres compétitions et l'entraîneur de l'équipe nationale, Erin Hartwell, a quitté la Fédération et a déménagé en Chine.

## Palmarès sur piste

### Jeux olympiques
- Londres 2012
  - 4e de la vitesse individuelle
  - 7e du keirin
- Rio 2016
  - 13e de la vitesse individuelle

### Championnats du monde
- Londres 2016
  - 14e de la vitesse individuelle[8]
- Pruszków 2019
  - 11e de la vitesse par équipes[9]
  - 18e de la vitesse (éliminé en seizième de finale)[10]

### Coupe du monde
- 2013-2014
  - 2e de la vitesse à Manchester
  - 3e du classement général de la vitesse

### Jeux du Commonwealth
- New Delhi 2010
  - Cinquième de la vitesse individuelle (en)
  - Cinquième de la vitesse par équipes (en)
  - Dixième du keirin (en)

### Championnats panaméricains
- Aguascalientes 2010
  -  Médaillé d'argent de la vitesse individuelle.
  -  Médaillé de bronze de la vitesse par équipes.
  - Quatrième du keirin[11].
- Medellín 2011
  -  Médaillé de bronze de la vitesse individuelle.
  - Septième du keirin[12].
- Mar del Plata 2012
  -  Médaillé d'or de la vitesse individuelle.
  - Sixième du keirin[13].
- Aguascalientes 2014
  - Cinquième du keirin[14].
  - Sixième de la vitesse par équipes (avec Jude Codrington et Justin Robert)[15].
  - Neuvième de la vitesse individuelle[16] (éliminé au premier tour[17]).
- Santiago 2015
  -  Médaillé d'argent de la vitesse individuelle.
  - Quatrième de la vitesse par équipes (avec Jude Codrington et Kwesi Browne)[18].
- Couva 2017
  -  Médaillé d'argent de la vitesse par équipes (avec Kwesi Browne et Nicholas Paul).
- Aguascalientes 2018
  -  Médaillé d'or de la vitesse par équipes (avec Kwesi Browne, Nicholas Paul et Keron Bramble).
- Cochabamba 2019
  -  Médaillé d'or de la vitesse par équipes (avec Keron Bramble et Nicholas Paul).
- Lima 2021
  -  Médaillé d'argent de la vitesse par équipes.
  -  Médaillé de bronze du keirin.
- Asuncion 2025
  -  Médaillé d'or de la vitesse par équipes (avec Ryan D'Abreau et Nicholas Paul).
  - Sixième de la vitesse individuelle[19] (éliminé en quarts de finale[20]).
  - Dixième du keirin[21].

### Jeux panaméricains
- Guadalajara 2011
  -  Médaillé de bronze de la vitesse individuelle
- Toronto 2015
  -  Médaillé d'argent de la vitesse individuelle
- Lima 2019
  -  Médaillé d'or de la vitesse par équipes (avec Kwesi Browne, Keron Bramble et Nicholas Paul)[22]
  -  Médaillé d'argent de la vitesse individuelle[22]

### Jeux d'Amérique centrale et des Caraïbes
- Mayagüez 2010
  -  Médaillé d'or de la vitesse individuelle
  -  Médaillé de bronze de la vitesse par équipes
- Barranquilla 2018
  -  Médaillé d'or de la vitesse par équipes (avec Kwesi Browne et Nicholas Paul)

## Palmarès sur route
- 2009
  -  Champion de Trinité-et-Tobago sur route juniors